# Iliá Shkureniov
Iliá Yuriévich Shkureniov (en ruso: Илья Юрьевич Шкуренёв, Liniovo, 11 de enero de 1991) es un deportista ruso que compite en atletismo, especialista en la prueba de decatlón.
Ganó tres medallas en el Campeonato Europeo de Atletismo entre los años 2012 y 2018, y dos medallas en el Campeonato Europeo de Atletismo en Pista Cubierta, oro en 2015 y bronce en 2019.
Participó en dos Juegos Olímpicos de Verano, en los años 2012 y 2020, ocupando el octavo lugar en Tokio 2020, en la prueba de decatlón.

## Palmarés internacional
| Campeonato Europeo                   | Campeonato Europeo      | Campeonato Europeo | Campeonato Europeo |
| Año                                  | Lugar                   | Medalla            | Prueba             |
| ------------------------------------ | ----------------------- | ------------------ | ------------------ |
| 2012                                 | Helsinki (Finlandia)    | Medalla de bronce  | Decatlón           |
| 2014                                 | Zúrich (Suiza)          | Medalla de bronce  | Decatlón           |
| 2018                                 | Berlín (Alemania)       | Medalla de plata   | Decatlón           |
| Campeonato Europeo en Pista Cubierta |                         |                    |                    |
| Año                                  | Lugar                   | Medalla            | Prueba             |
| 2015                                 | Praga (República Checa) | Medalla de oro     | Heptatlón          |
| 2019                                 | Glasgow (Reino Unido)   | Medalla de bronce  | Heptatlón          |